# Benjamin Finkel

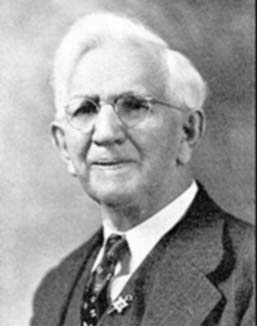
Benjamin Finkel

Benjamin Finkel (5 juli 1865 – 5 februari 1947) was een Amerikaanse wiskundige, vooral bekend als de oprichter van het tijdschrift American Mathematical Monthly en de daaruit ontstane beroepsvereniging de Mathematical Association of America. 
Finkel werd geboren in Fairfield County in Ohio en bezocht de plaatselijke scholen. Hij behaalde in 1888 de graad van BA en in 1891 z'n MA aan de Ohio Northern University. In 1895 wer hij benoemd als hoogleraar wis- en natuurkunde aan het Drury College, waar hij bleef tot z'n overlijden in 1947.